# 10e cérémonie des Gérard de la télévision
Les Gérard de la télévision 2016 est la dixième édition des Gérard de la télévision, une cérémonie parodique qui récompense chaque année les « pires » produits et personnalités du paysage audiovisuel français (PAF). Elle est la première cérémonie des Gérard de la télévision à se dérouler en fin d'année télévisuelle (mai-juin).
La cérémonie a lieu le 30 mai 2016 au Théâtre Daunou à Paris, et diffusée en direct sur la chaîne Paris Première.

## Palmarès et nominations

### Gérard de l'animateur qu'on n'a jamais autant vu à la télé que depuis qu'il s'est fait lourder de la télé
- Julien Lepers dans la pub Volvic Juicy (toutes les chaînes)
  - Julien Lepers, dans C à vous (France 5)
  - Julien Lepers, dans Touche pas à mon poste ! (D8)
  - Julien Lepers, dans Le Tube (Canal+)
  - Julien Lepers, dans Action ou vérité (TF1)
  - Julien Lepers, dans La Grosse Émission (Comédie+)

### Gérard du chroniqueur qui doit quand même beaucoup fréquenter les donjons SM avec une boule rouge dans la bouche pour être aussi soumis à son animateur
- Gilles Verdez dans Touche pas à mon poste ! (D8)
  - Matthieu Delormeau dans Touche pas à mon poste ! (D8)
  - Jean-Michel Maire dans Touche pas à mon poste ! (D8)
  - Thierry Moreau dans Touche pas à mon poste ! (D8)
  - Camille Combal dans Touche pas à mon poste ! (D8)

### Gérard de la plus belle collection prêt-à-penser 2016
- Ali Baddou dans ses habituels tons prévisibles et soporifiques, le must-have 2016
  - Augustin Trapenard, une pensée consensuelle et molle du genou qui siéra à tout le monde cet été
  - Léa Salamé, faussement impertinente, sa pensée fera fureur à la rentrée dans tous les salons

### Gérard du concept d'émission sur lequel toute la direction des programmes a brainstormé pendant six mois, avant de se rabattre sur l'idée du stagiaire
- Ça serait un genre de Top Chef si tu veux, mais avec un barbeuc ! - Les Rois du barbecue (D8)
  - Ça serait des retraités qui monteraient un show de hard rock dans un loft à Las Vegas ! - Coup de jeune à Vegas : les Ieuvs font leur show (NRJ 12)
  - Ça serait des jeunes qui feraient leur service militaire mais genre comme dans les années 70 ! - Garde à vous : retour au service militaire (M6)
  - Ça serait comme le divan d'Henry Chapier ! - Le Divan avec Marc-Olivier Fogiel (France 3)
  - Ça serait comme une émission de Christophe Dechavanne à la grande époque, mais sans Christophe Dechavanne ! Et avec Alessandra Sublet ! - Action ou vérité (TF1)

### Gérard de l'émission de faits divers où, vu la tête de l'animateur, tu as plus tendance à te prendre de sympathie pour l'assassin
- Crimes, avec Jean-Marc Morandini (NRJ 12)
  - Faites entrer l'accusé, avec Frédérique Lantieri (France 2)
  - Passeport pour le crime, avec Christophe Hondelatte (13e rue)

### Gérard de l'émission de faits divers où, vu la tête de l'animatrice, tu as plus tendance à devenir toi-même un prédateur sexuel
- Présumé innocent, avec Adrienne de Malleray (D8)
  - Enquêtes criminelles, avec Nathalie Renoux (W9)
  - Chroniques criminelles, avec Magali Lunel (NT1)

### Gérard de l'émission citée en modèle à laCOP21pour ses efforts en matière de recyclage des déchets
- Les Anges - saison 8 - (NRJ 12) avec les candidats de Secret Story, Les Marseillais, Qui veut épouser mon fils ?, Les Princes de l'amour et Friends Trip.
  - Hollywood Girls - saison 4 - (NRJ 12) avec les candidats de Secret Story, Loft story et Nouvelle Star
  - Las Vegas Academy (W9) avec les candidats de The Voice, Star Academy, Rising star et Nouvelle Star

### Gérard de l'animateur qui ne se drogue pas
- Cyril Hanouna
  - Thierry Ardisson
  - Julien Lepers

### Gérard de l'animateur qui ne se drogue pas (mais sérieusement, là)
- Samuel Étienne
  - Georges Pernoud
  - Gilles Bouleau

### Gérard de l'animateur qui est allé chez le coiffeur avant de prendre l'antenne, sauf que c'était fermé
- Natacha Polony
  - Erika Moulet
  - Bernard de La Villardière
  - Yves Calvi
  - Jean-Marc Morandini

### Gérard de l'émission à laquelle on ne va tout de même pas décerner un Gérard, elle est déjà au fond du fond et ça ne serait pas très élégant, en plus à quoi ça servirait à part faire du mal gratuitement, ne comptez pas sur nous pour ça, et puis n'oublions pas qu'il y a quand même des emplois en jeu
- Le Grand Journal avec Maïtena Biraben (Canal+)
  - Folie passagère avec Frédéric Lopez (France 2)
  - Le Divan avec Marc-Olivier Fogiel (France 3)

### Gérard de l'animateur qui avant niquait ta mère, et qui maintenant nique plutôt ta grand-mère
- JoeyStarr

### Gérard de l'émission de bonnes femmes présentée par des bonnes femmes qui n'invitent que des bonnes femmes pour parler de trucs de bonnes femmes
- Le Grand 8, avec Laurence Ferrari (D8)
  - Les Maternelles, avec Sidonie Bonnec (France 5)
  - Toute une histoire, avec Sophie Davant (France 2)
  - C'est mon choix, avec Évelyne Thomas (Chérie 25)
  - Comment ça va bien !, avec Stéphane Bern (France 2)

### Gérard du «Mais laissez-moi tranquille merde en plus cette année j'ai pas fait de télé»
- Benjamin Castaldi et Daniela Lumbroso
  - Sophia Aram
  - Valérie Damidot

### Gérard de l'émission de la mi-journée qui a tellement de couleurs sur son plateau qu'en la regardant on se sent obligé de vérifier dans notre verre d'eau si y'a pas des traces de LSD ou de MDMA
- Les Z'amours (France 2)
  - Les Douze Coups de midi (TF1)
  - Tout le monde veut prendre sa place (France 2)
  - Comment ça va bien ! (France 2)
  - Midi en France (France 3)

### Gérard de l'animateur dont le licenciement nous avait un peu touché jusqu'à ce qu'on apprenne son salaire, son bonus, ses indemnités et son hold-up aux Prud'hommes
- Claire Chazal
  - Julien Lepers

### Gérard de l'animateur pour lequel on soupçonne fortement qu'un animal ait participé au rapport sexuel le jour de sa conception
- Un paresseux pour Yann Moix
  - Un flamant rose pour Bernard de La Villardière
  - Un furet pour Cyril Hanouna
  - Un mérou pour Philippe Etchebest
  - Un caniche abricot pour Stéphane Bern

### Gérard du migrant qui a visiblement mal choisi son passeur
- Claire Chazal, migrante de TF1 vers France 5
  - Estelle Denis, migrante de TF1 vers D8
  - Valérie Damidot, migrante de M6 vers NRJ 12
  - Thomas Thouroude, migrant de Canal+ vers le 28 rue des Tulipes, 75010 Paris. Chez lui, quoi.

### Gérard de l'émission rediffusée dont on se rend compte au bout d'une bonne demi-heure qu'en fait, c'est un nouveau numéro. Ou l'inverse
- Enquête exclusive (M6)
  - 90' Enquêtes (TMC)
  - Enquête d'action (W9)
  - Enquêtes criminelles (W9)

### Gérard de la gâchette
- Vincent Bolloré, dit le Canardeur de Plougastel, Canal+ (victimes : Bertrand Méheut, Rodolphe Belmer, Ara Aprikian, Sophie de la DRH, Julien de la compta...)
  - Delphine Ernotte, alias Dédé la Mitraille, France Télévisions (victimes : Patrick Sabatier, Julien Lepers, Philippe Verdier, Guilaine Chenu, Françoise Joly et tous les hommes blancs de plus de 50 ans)
  - Nonce Paolini, dit Le Corse, TF1 (victime : Claire Chazal)

### Gérard de l'animateur que tu peux connaître uniquement si tu es chômeur, ou alors si tu es séquestré dans une cave
- Thomas Isle dans La Quotidienne (France 5)
  - Vincent Ferniot dans Midi en France (France 3)
  - Damien Thévenot dans Un mot peut en cacher un autre (France 2)
  - Cyril Féraud dans Slam (France 3)

### Gérard de l'animateur qui a un égo tellement gros qu'il veut voir son nom écrit partout, dans le titre de son émission, brodé sur ses chemises mais aussi gravé sur une mini gourmette qu'il porte autour du gland
- Vendredi tout est permis, avec Arthur (TF1) (ex æquo)
- L'Hebdo Show, avec Arthur (TF1) (ex æquo)
  - Zemmour et Naulleau, avec Éric Zemmour et Éric Naulleau (Paris Première)
  - Bourdin direct, avec Jean-Jacques Bourdin (BFM TV)
  - Les Escapades de Petitrenaud, avec Jean-Luc Petitrenaud (France 5)

### Gérard de l'accident industriel
- Le Grand Journal, avec Maïtena Biraben (Canal+)
  - Nouvelle Star, avec Laurie Cholewa (D8)
  - SuperKids, avec Faustine Bollaert et Stéphane Rotenberg (M6)
  - Masterchef, avec Sandrine Quétier (TF1 puis NT1)
  - Boom, avec Vincent Lagaf' (TF1)

### Gérard de l'animatrice
- Alessandra Sublet dans Action ou Vérité (TF1)
  - Maïtena Biraben dans Le Grand Journal (Canal+)
  - Laurie Cholewa dans Nouvelle Star (D8)
  - Cristina Cordula dans Les Reines du shopping (M6)
  - Laurence Boccolini dans Money Drop (TF1)
  - Faustine Bollaert dans Le Meilleur Pâtissier (M6)

### Gérard de l'animateur
- Cyril Hanouna dans Touche pas à mon poste ! (D8)
  - Frédéric Lopez dans Folie passagère (France 2)
  - Ali Baddou dans Le Supplément (Canal+)
  - Christophe Beaugrand dans Secret Story (TF1)

### Gérard de l'animatrice brillante... mais au sens propre, c'est-à-dire qu'en passant un Sopalin sur son visage on pourrait graisser une poêle à crêpes
- Évelyne Thomas, dans C'est mon choix (bah ça c'est les rejets de Botox hein...) (D8)
  - Marie-Ange Nardi, dans Téléshopping après avoir fait une démo sur le Rolling smart abdosfitness pour seulement 84,99 € (TF1)
  - Luana Belmondo, la cuisinière de C à vous (certains diront que c'est à cause de la vapeur dégagée par les casseroles...) (France 5)
  - Elise Lucet, dans Cash investigation à force de courir après les grands patrons capitalistes (France 2)
  - Cristina Cordula, dans Les Reines du shopping. Là c'est juste sa nature de peau. Mixte. (M6)

### Source
- Benjamin Meffre, « Gérard de la télévision 2016 : Le palmarès complet » sur PureMédias, 31 mai 2016